# 滕
滕（とう）は、周代に存在した諸侯国。周初に文王の庶子の錯叔繡を封じて、滕国が建てられた。
紀元前414年に越王朱句により滅亡するが、その後復興されたらしい。『戦国策』によれば宋の康王により滅亡させられたとされる。

## 歴代君主
1. 錯叔（繡）（周武王元年 - ?）
2. 滕侯（轂）（? - 紀元前716年）
3. 滕侯（紀元前716年 - ?）
4. 滕子
5. 宣公（嬰斉）（? - 紀元前641年）
6. 孝公（鄭）（紀元前641年 - ?）
7. 昭公（毛伯）（? - 紀元前600年）
8. 文公（寿）（紀元前600年 - 紀元前575年）
9. 成公（原）（紀元前575年 - 紀元前539年）
10. 悼公（寧）（紀元前539年 - 紀元前514年）
11. 頃公（結）（紀元前514年 - 紀元前491年）
12. 隠公（虞母）（紀元前491年 - 紀元前484年）
13. 考公（麇）（紀元前484年 - ?）
14. 定公（? - 紀元前327年）
15. 文公（紀元前327年 - ?）
16. 元公（宏）（? - ?）

以後不明
- 滕侯命仲
- 滕侯
- 滕侯虎（虎）
- 滕侯耆（耆）
- 滕侯昃（昃）

## 参考資料
- 『春秋左氏伝』（筑摩書房、1986年）